# Provincia Annobón
Annobón  (port. Ano Bom) este o insulă situată în Golful Guineii fiind una din cele șapte provincii a statului Guineea Ecuatorială. Capitala provinciei este orașul San Antonio de Palé.

## Date geografice
Insula se află situată la ca. 160 km sud-vest de São Tomé și 500 km de regiunea Mbini (Río Muni) situată pe continentul african și care aparține de Guineea Ecuatorială. Coasta Gaboneză este în schimb situată la numai 340 km, ea fiind mai apropiată ca cea a Guineeii Ecuatoriale.
Insula are o lungime de 6,4 km, o lățime maximă de 3,2 km și ocupă o suprafață de 17 km². Numărul populației atinge cifra de 5000 de loc. ei locuiesc în satele San Antonio și San Pedro. Populația insulei provine din sclaviii de odinioară aduși de portughezi și spanioli.
Din punct de vedere geologic insula este de origine vulcanică, cele mai înalte vârfuri Pico del Fuego și Pico Surcado, ating altitudinea de 630 m deasupra n.m.. Într-unul din craterele lui Pico Surcado se află lacul vulcanic "Lago A Pot".

## Limbile vorbite
Pe insulă se vorbește așa numită limbă "annaboeză" care este o limbă creolă, cu elemente din limba portugheză. Limba vorbită este foarte asemănătoare cu cea vorbită pe São Tomé și Príncipe și regiunea orașului Malabo.

## Literatură
- Judith Schalansky: Atlas der abgelegenen Inseln: Fünfzig Inseln, auf denen ich nie war und niemals sein werde. Hamburg: mareverlag, 2009, p. 40. ISBN 978-3-86648-117-6